# Oostenrijk op de Olympische Spelen
Oostenrijk is een van de landen die deelneemt aan de Olympische Spelen. Oostenrijk was een van de deelnemers op de eerste editie van de Zomerspelen in 1896. Achtentwintig jaar later, in 1924, was het ook present op de eerste editie van de Winterspelen.
Uitgezonderd de editie van de Spelen in 1920 was Oostenrijk present op alle edities van de Spelen. Parijs 2024 was voor de 29e deelname aan de Zomerspelen, in 2022 werd voor de 24e keer deelgenomen aan de Winterspelen. Het is een van de 44 landen die zowel op de Zomer- als de Winterspelen een medaille behaalde.

## Medailles en deelnames
Er werden in totaal 349 medailles behaald, 250 op de Winterspelen en 99 op de Zomerspelen. Daarmee is Oostenrijk samen met Liechtenstein en Noorwegen een van de drie landen die 'succesvoller' zijn op de Winterspelen dan op de Zomerspelen.
De winterolympiër Felix Gottwald is de 'succesvoslste' individuele sporter, hij won in de Noordse combinatie drie gouden, een zilveren en drie bronzen medailles.

### Overzicht
De tabel geeft een overzicht van de jaren waarin werd deelgenomen, het aantal gewonnen medailles en de eventuele plaats in het medailleklassement.
| Zomerspelen | Zomerspelen | Zomerspelen | Zomerspelen | Zomerspelen | Zomerspelen |        | Winterspelen | Winterspelen | Winterspelen | Winterspelen | Winterspelen | Winterspelen |
| Jaar        | Goud        | Zilver      | Brons       | Totaal      | Rang        | Jaar   | Goud         | Zilver       | Brons        | Totaal       | Rang         |              |
| 1896        | 2           | 1           | 2           | 5           | 7           |        |              |              |              |              |              |              |
| 1900        | 0           | 3           | 3           | 6           | 16          |        |              |              |              |              |              |              |
| 1904        | 0           | 0           | 1           | 1           | 10          |        |              |              |              |              |              |              |
| 1908        | 0           | 0           | 1           | 1           | 19          |        |              |              |              |              |              |              |
| 1912        | 0           | 2           | 2           | 4           | 17          |        |              |              |              |              |              |              |
| 1920        | -           | -           | -           | -           | -           |        |              |              |              |              |              |              |
| 1924        | 0           | 3           | 1           | 4           | 20          | 1924   | 2            | 1            | 0            | 3            | 3            |              |
| 1928        | 2           | 0           | 1           | 3           | 18          | 1928   | 0            | 3            | 1            | 4            | 7            |              |
| 1932        | 1           | 1           | 3           | 5           | 18          | 1932   | 1            | 1            | 0            | 2            | 6            |              |
| 1936        | 4           | 6           | 3           | 13          | 11          | 1936   | 1            | 1            | 2            | 4            | 6            |              |
| 1948        | 1           | 0           | 3           | 4           | 21          | 1948   | 1            | 3            | 4            | 8            | 7            |              |
| 1952        | 0           | 1           | 1           | 2           | 32          | 1952   | 2            | 4            | 2            | 8            | 5            |              |
| 1956        | 0           | 0           | 2           | 2           | 34          | 1956   | 4            | 3            | 4            | 11           | 2            |              |
| 1960        | 1           | 1           | 0           | 2           | 18          | 1960   | 1            | 2            | 3            | 6            | 9            |              |
| 1964        | 0           | 0           | 0           | 0           | -           | 1964   | 4            | 5            | 3            | 12           | 2            |              |
| 1968        | 0           | 2           | 2           | 4           | 32          | 1968   | 3            | 4            | 4            | 11           | 5            |              |
| 1972        | 0           | 1           | 2           | 3           | 31          | 1972   | 1            | 2            | 2            | 5            | 9            |              |
| 1976        | 0           | 0           | 1           | 1           | 37          | 1976   | 2            | 2            | 2            | 6            | 7            |              |
| 1980        | 1           | 2           | 1           | 4           | 21          | 1980   | 3            | 2            | 2            | 7            | 4            |              |
| 1984        | 1           | 1           | 1           | 3           | 22          | 1984   | 0            | 0            | 1            | 1            | 17           |              |
| 1988        | 1           | 0           | 0           | 1           | 29          | 1988   | 3            | 5            | 2            | 10           | 6            |              |
| 1992        | 0           | 2           | 0           | 2           | 41          | 1992   | 6            | 7            | 8            | 21           | 4            |              |
| 1996        | 0           | 1           | 2           | 3           | 57          | 1994   | 2            | 3            | 4            | 9            | 9            |              |
| 2000        | 2           | 1           | 0           | 3           | 32          | 1998   | 3            | 5            | 9            | 17           | 8            |              |
| 2004        | 2           | 4           | 1           | 7           | 27          | 2002   | 3            | 4            | 10           | 17           | 10           |              |
| 2008        | 0           | 1           | 2           | 3           | 61          | 2006   | 9            | 7            | 7            | 23           | 3            |              |
| 2012        | 0           | 0           | 0           | 0           | -           | 2010   | 4            | 6            | 6            | 16           | 9            |              |
| 2016        | 0           | 0           | 1           | 1           | 78          | 2014   | 4            | 8            | 5            | 17           | 9            |              |
| 2020        | 1           | 1           | 5           | 7           | 53          | 2018   | 5            | 3            | 6            | 14           | 10           |              |
| 2024        | 2           | 0           | 3           | 5           | 36          | 2022   | 7            | 7            | 4            | 18           | -            |              |
| Totaal      | 21          | 34          | 44          | 99          |             | Totaal | 71           | 88           | 91           | 250          |              |              |
| Tot. Z+W    | 92          | 122         | 135         | 349         |             |        |              |              |              |              |              |              |

Afghanistan · Albanië · Algerije · Amerikaans-Samoa · Amerikaanse Maagdeneilanden · Andorra · Angola · Antigua en Barbuda · Argentinië · Armenië · Aruba · Australië · Azerbeidzjan · Bahama's · Bahrein · Bangladesh · Barbados · België · Belize · Benin · Bermuda · Bhutan · Bolivia · Bosnië en Herzegovina · Botswana · Brazilië · Britse Maagdeneilanden · Brunei · Bulgarije · Burkina Faso · Burundi · Cambodja · Canada · Centraal-Afrikaanse Republiek · Chili · China · Chinees Taipei · Colombia · Comoren · Congo-Brazzaville · Congo-Kinshasa · Cookeilanden · Costa Rica · Cuba · Cyprus · Denemarken · Djibouti · Dominica · Dominicaanse Republiek · Duitsland · Ecuador · Egypte · El Salvador · Equatoriaal-Guinea · Eritrea · Estland · Ethiopië · Fiji · Filipijnen · Finland · Frankrijk · Gabon · Gambia · Georgië · Ghana · Grenada · Griekenland · Groot-Brittannië · Guam · Guatemala · Guinee · Guinee-Bissau · Guyana · Haïti · Honduras · Hongarije · Hongkong · Ierland · IJsland · India · Indonesië · Irak · Iran · Israël · Italië · Ivoorkust · Jamaica · Japan · Jemen · Jordanië · Kaaimaneilanden · Kaapverdië · Kameroen · Kazachstan · Kenia · Kirgizië · Kiribati · Koeweit · Kosovo · Kroatië · Laos · Lesotho · Letland · Libanon · Liberia · Libië · Liechtenstein · Litouwen · Luxemburg · Madagaskar · Malawi · Malediven · Maleisië · Mali · Malta · Marokko · Marshalleilanden · Mauritanië · Mauritius · Mexico · Micronesië · Moldavië · Monaco · Mongolië · Montenegro · Mozambique · Myanmar · Namibië · Nauru · Nederland · Nepal · Nicaragua · Nieuw-Zeeland · Niger · Nigeria · Noord-Korea · Noord-Macedonië · Noorwegen · Oeganda · Oekraïne · Oezbekistan · Oman · Oost-Timor · Oostenrijk · Pakistan · Palau · Palestina · Panama · Papoea-Nieuw-Guinea · Paraguay · Peru · Polen · Portugal · Puerto Rico · Qatar · Roemenië · Rusland · Rwanda · Saint Kitts en Nevis · Saint Lucia · Saint Vincent en de Grenadines · Salomonseilanden · Samoa · San Marino · Saoedi-Arabië · Sao Tomé en Principe · Senegal · Servië · Seychellen · Sierra Leone · Singapore · Slovenië · Slowakije · Somalië · Spanje · Sri Lanka · Soedan · Suriname · Swaziland · Syrië · Tadzjikistan · Tanzania · Thailand · Togo · Tonga · Trinidad en Tobago · Tsjaad · Tsjechië · Tunesië · Turkije · Turkmenistan · Tuvalu · Uruguay · Vanuatu · Venezuela · Verenigde Arabische Emiraten · Verenigde Staten · Vietnam · Wit-Rusland · Zambia · Zimbabwe · Zuid-Afrika · Zuid-Korea · Zuid-Soedan · Zweden · Zwitserland
Historische landen: Bohemen · Bondsrepubliek Duitsland · Brits-Indië · Duitse Democratische Republiek · Joegoslavië · Malaya · Nederlandse Antillen · Noord-Borneo · Noord-Jemen · Saarland · Servië en Montenegro · Sovjet-Unie · Tsjecho-Slowakije · West-Indische Federatie · Zuid-Jemen
Bijzondere deelnames: Onafhankelijke olympische atleten · Vluchtelingenteam 
 Australazië · Duits Eenheidsteam · Gemengd team · Gezamenlijk Team